# Sadelpunkt

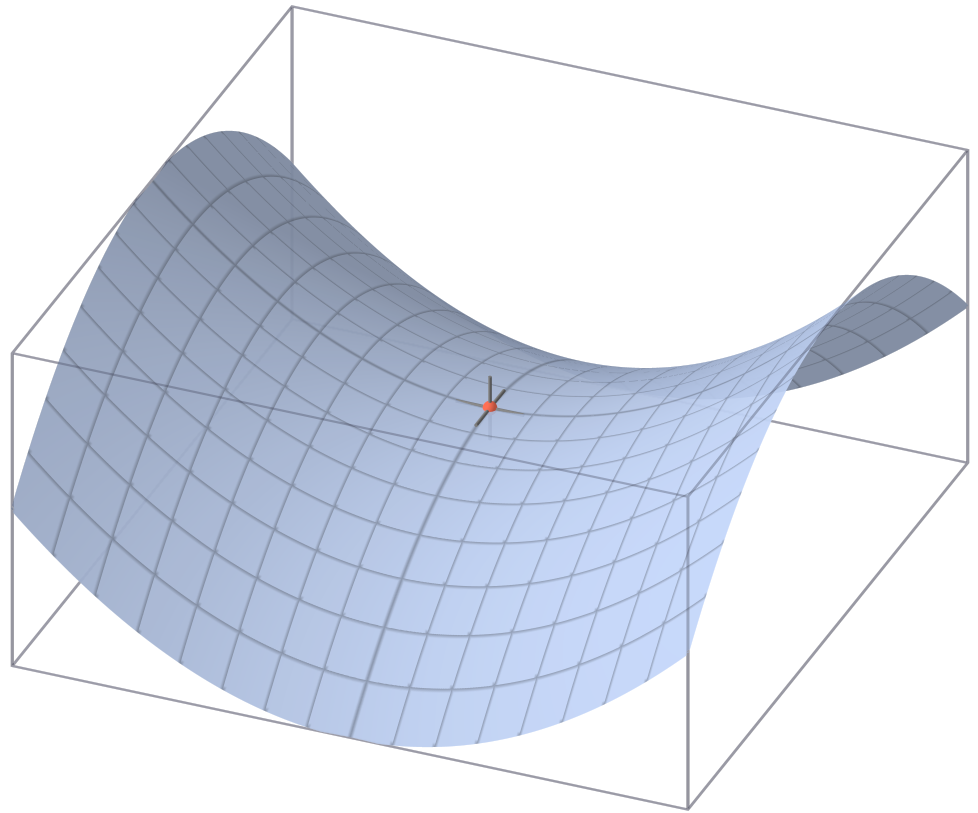
En sadelpunkt i funktionen z = x^{2}−y^{2}.

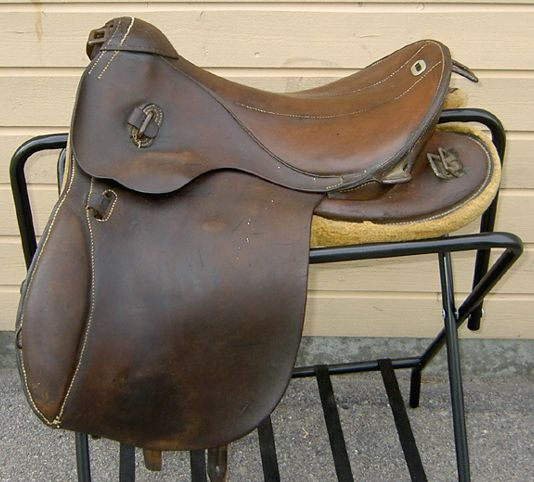
Manskapssadel.

En sadelpunkt är inom matematik en punkt på en funktionskurva (eller funktionsyta) som är stationär men som inte utgör en lokal extrempunkt. Derivatan är alltid noll i en sadelpunkt, men omvändningen gäller inte i allmänhet. 
Om man däremot rör sig en aning bort från sadelpunkten kommer derivatan att vara positiv i vissa riktningar och negativ i andra riktningar. Tänk på en hästsadel, den är plan i punkten där man sitter men börjar luta neråt (derivatan är negativ) om man rör sig åt sidorna medan den lutar uppåt (positiv derivata) om man rör sig framåt eller bakåt. Icke-konstanta polynom kan ha sadelpunkter om de är av grad tre eller högre.
Exempel på en yta med en sadelpunkt är den så kallade apsadeln.

## Definition
Säg att
{\displaystyle f=f(x,y).}
Med Taylors formel får man då att
{\displaystyle f(a+h,b+k)-f(a,b)=f'_{x}(a,b)h+f'_{y}(a,b)k+{\frac {1}{2}}(f''_{xy}(a,b)h^{2}+2f''_{xy}(a,b)hk+f''_{yy}(a,b)k^{2})+(h^{2}+k^{2})^{\frac {3}{4}}R(h,k)}
Där {\displaystyle R(h,k)} är begränsad. Låt {\displaystyle (a,b)} vara en stationär punkt, alltså
{\displaystyle \nabla f(a,b)=(f'_{x}(a,b),f'_{y}(a,b))=(0,0)}
Då får vi
{\displaystyle f(a+h,b+k)-f(a,b)={\frac {Q(h,k)}{2}}+(h^{2}+k^{2})^{\frac {3}{2}}R(h,k)}
Där
{\displaystyle Q(h,k)=Ah^{2}+2Bhk+Ck^{2}}
med
{\displaystyle A=f''_{xx}(a,b)}
{\displaystyle B=f''_{xy}(a,b)}
{\displaystyle C=f''_{yy}(a,b)}
{\displaystyle Q=Q(h,k)}
är en kvadratisk form i h och k.
Sammanfattningsvis kan man alltså säga att om punkten {\displaystyle (a,b):s} kvadratiska form, {\displaystyle Q(h,k)}  är indefinit, det vill säga att {\displaystyle Q(h,k)} antar såväl positiva som negativa värden, så har funktionen en sadelpunkt. Detta är analogt med envariabelns terrasspunkt. Sadelpunkten är alltså inte ett extremvärde, varken globalt eller lokalt, men måste vara en stationär punkt.

## Exempel
Det blir lättare när man får se hur de matematiska uträkningarna ser ut så nedan finns tre exempel, ett väldigt enkelt och grundläggande, ett där bara den kvadratiska formen är given och ett lite mer tekniskt svårare.

### Exempel 1
Betrakta funktionen f nedan och kolla om den har en sadelpunkt.
{\displaystyle f(x,y)=x^{2}-y^{2}}

#### Lösning
Funktionen f får den kvadratiska formen 
{\displaystyle Q={\frac {1}{2}}(xy){\begin{pmatrix}f''_{xx}&f''_{xy}\\f''_{xy}&f''_{yy}\end{pmatrix}}{x \choose y}={\frac {1}{2}}(xy){\begin{pmatrix}2&0\\0&-2\end{pmatrix}}{x \choose y}={\frac {1}{2}}(2x^{2}-2y^{2})=x^{2}-y^{2}}
Det blir tydligt att {\displaystyle Q(x,y)=x^{2}-y^{2}} är indefinit eftersom
{\displaystyle x^{2}+y^{2}>0}
{\displaystyle -x^{2}-y^{2}<0}
Eftersom funktionens kvadratiska form är indefinit och kan anta både positiva och negativa värden, så innehåller funktionen en sadelpunkt.

### Exempel 2
Given är den kvadratiska formen
{\displaystyle Q(x,y)=x^{2}+4xy+2y^{2}}

#### Lösning
Skriv om den kvadratiska formen Q som en summa eller skillnad av kvadrater.
{\displaystyle Q(x,y)=(x+2y)^{2}-(2y)^{2}+2y^{2}=(x+2y)^{2}-2y^{2}}
Redan här ser man att Q är indefinit, till exempel {\displaystyle Q(1,0)=1>0} och {\displaystyle Q(-2,1)=-2<0} , den kvadratiska formen antar alltså både positiva och negativa värden vilket innebär att en sadelpunkt finns.

### Exempel 3
Betrakta nu istället funktionen
{\displaystyle f(x,y)=(4-x^{2}-y^{2})e^{x+y}}
Ta reda på om funktionen har några extremvärden/sadelpunkter.

#### Lösning
Eftersom både sadelpunkter och extremvärden är stationära punkter på en funktion, börjar vi med att ta reda på var dessa stationär punkter ligger.
{\displaystyle \left\{{\begin{matrix}{\frac {\partial f}{\partial x}}=e^{x+y}(-2x+4-x^{2}-y^{2})=0\\{\frac {\partial f}{\partial y}}=e^{x+y}(-2y+4-x^{2}-y^{2})=0\end{matrix}}\right.}
Löser man vidare på detta ekvationssystem får man att
{\displaystyle \left\{{\begin{matrix}-2x+4-x^{2}-y^{2}=0\\y=x\end{matrix}}\right.}
Vilket ger att de stationära punkterna ligger på
{\displaystyle (x,y)=(1,1)}
{\displaystyle (x,y)=(-2,-2)}
Enligt satsen om lokala extremvärden måste extremvärdet för funktionen f ligga på någon eller båda av de stationär punkterna. För att undersöka extremvärdena bestämmer man Taylorpolynomet där de partiella andraderivatorna blir
{\displaystyle {\frac {\partial ^{2}f}{\partial x^{2}}}=e^{x+y}(2-4x-x^{2}-y^{2})}
{\displaystyle {\frac {\partial ^{2}f}{\partial y^{2}}}=e^{x+y}(2-4y-x^{2}-y^{2})}
{\displaystyle {\frac {\partial ^{2}f}{\partial x\partial y}}=e^{x+y}(4-2x-2y-x^{2}-y^{2})}
Om man börjar med den stationära punkten (1,1) får man den kvadratiska formen
{\displaystyle Q_{1}(h,k)=-4e^{2}h^{2}-2*2e^{2}hk-4e^{2}k^{2}=-4e^{2}(h^{2}+hk+k^{2})}
Om man utvecklar vidare med kvadratkomplettering får man
{\displaystyle Q_{1}(h,k)=-4e^{2}((h+{\frac {1}{2}}k)^{2}+{\frac {3}{4}}k^{2})}
Här ser man att {\displaystyle Q_{1}} är negativt definit som innebär att f har ett lokalt maximum i (1,1).
I nästa steg kollar man den stationära punkten (-2,-2) där den kvadratiska formen blir
{\displaystyle Q_{2}(h,k)=2e^{-4}h^{2}+2*4e^{-4}hk+2e^{-}4k^{2}=2e^{-4}(h^{2}+4hk+k^{2})=2e^{-4}((h+2k)^{2}-3k^{2})}
Formen {\displaystyle Q_{2}} är indefinit; {\displaystyle Q_{2}(1,0)>0} och {\displaystyle Q_{2}(-2,1)<0} som betyder att funktionen antar såväl positiva som negativa värden som i sin tur leder till att det alltså är en sadelpunkt.